# HD 98800

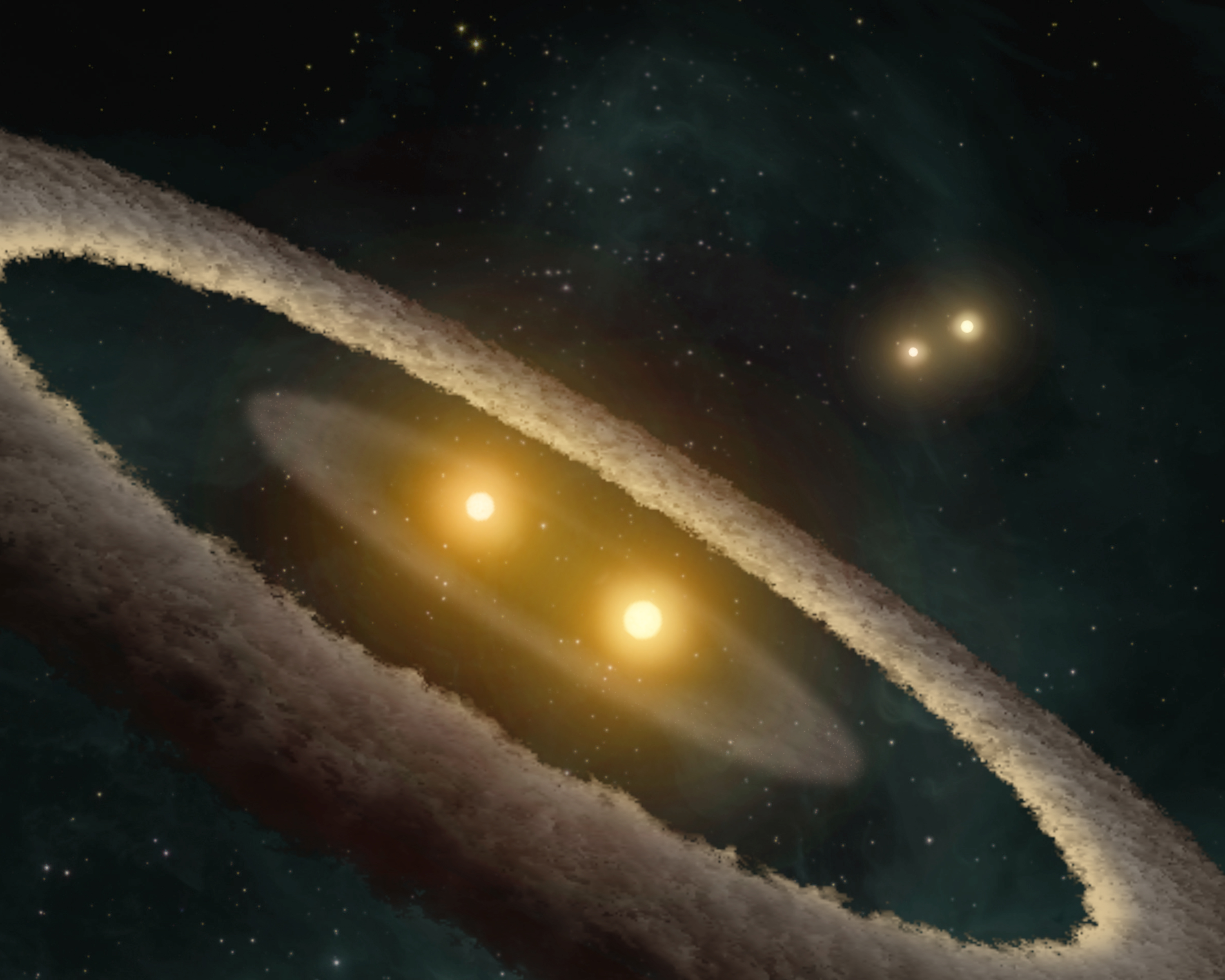
Künstlerische Darstellung von HD 98800

HD 98800 (auch bekannt als TWA 4, SAO 179815 oder Vega/β Pic System) ist ein vierfaches Sternensystem. Es besteht aus zwei Doppelsystemen, die einander umrunden. Das Besondere daran ist, dass das Doppelsystem HD 98800B von einer Staubscheibe umgeben ist. In ihr wurden Lücken gefunden, und man rätselt, ob diese Lücken mit der Komplexität des Systems zusammenhängen oder ob dies auf die Entstehung junger Planeten hinweist. Die Staubscheibe ist in zwei Bereiche geteilt. Der äußere Bereich hat vom Doppelstern einen Abstand von circa 5,9 Astronomischen Einheiten und besteht vermutlich aus Kometen oder Asteroiden. Der innere Bereich hat eine Entfernung von 1,5 bis 2 Astronomischen Einheiten zum Doppelsystem. Er besteht vermutlich aus kleinen Staubteilchen. Die beiden Systeme HD 98800B und HD 98800A sind etwa 50 Astronomische Einheiten voneinander entfernt. HD 98800 ist Teil der TW-Hydrae-Assoziation.